# Gác cu
Gác cu là một hình thức bẫy chim cu bằng lồng bẫy có sử dụng chim mồi. Nó là một thú tiêu khiển nhưng cũng có thể là một nghề để kiếm sống ở Việt Nam.

## Công cụ[1]
- Lồng bẫy: lồng bẫy là lồng chim được ngăn thành hai phần, một phần để nhốt chim mồi và một phần có cửa được thiết kế lẫy để có thể sập xuống và nhốt chim sa bẫy. Thời xưa, lồng bẫy thường được làm bằng tre nhưng ngày nay làm bằng dây thép cho bền chắc và dễ chế tác hơn. Các mặt của lồng bẫy thường được che phủ bằng vải hoặc cành lá, chỉ để hở mặt có cửa sập nhằm dẫn dụ chim cu vào phía đó.
- Gậy: thường được làm bằng tre, trúc và có thể có nhiều đoạn nối dài được với nhau cho tiện dụng, ở đầu gậy có móc để tiện treo lồng bẫy và gạt cành, lá ở vị trí treo lồng.
- Ống kích: một số người bẫy chim cu còn có thêm một dụng cụ gọi là ống kích, tương tự như ống sáo nhưng ngắn hơn và khi thổi phát ra âm thanh giống tiếng cu gáy để dụ cho chim mồi gáy.
- Chim mồi: là chim cu gáy trống đã được thuần dưỡng, có tiếng gáy tốt để có thể dụ cho chim trời sa bẫy.

## Cách thức
Người bẫy chim mang theo công cụ đến khu vực có chim trời và khi phát hiện tiếng chim trời gáy thì chọn vị trí để treo lồng bẫy. Vị trí treo lồng phải được lựa chọn cẩn thận sao cho các cành cây gần đó thuận tiện cho chim trời đậu trước khi tiếp cận chim mồi ở hướng dễ sa bẫy nhất. Sau khi treo lồng bẫy, người bẫy chim tìm chỗ kín để ẩn nấp và theo dõi kết quả. Chim cu gáy là loài sống định cư và vào mùa sinh sản, chim trống cạnh tranh nhau để giành chim mái nên khi phát hiện tiếng chim mồi gáy, chim trời gần đó sẽ phản ứng lại để khẳng định "chủ quyền". Trước tiên chim trời sẽ dùng tiếng gáy để gửi thông điệp cho chim mồi - kẻ xâm phạm lãnh địa và nếu tiếng gáy không giải quyết được vấn đề thì nó sẽ tiếp cận chim mồi để phân định thắng bại bằng sức mạnh cơ thể. Lồng bẫy đã được bố trí để chim trời tiếp cận ở hướng có cửa sập nên khi chạm vào lẫy, chim trời sẽ sập bẫy.
Người bẫy chim khi ẩn nấp phải tránh không gây ra tiếng động khiến chim trời sợ và bay đi đồng thời theo dõi diễn biến cuộc cạnh tranh giữa chim mồi và chim trời. Cảm giác căng thẳng, hồi hộp khi chờ đợi cũng như niềm vui khi bắt được hay nỗi thất vọng khi không bắt được chim trời chính là tính hấp dẫn của gác cu. Tuy nhiên, trên thực tế gác cu đòi hỏi nhiều thời gian và công sức vì ngoài các yếu tố ngoại cảnh khiến cho chim trời bị đánh động và bỏ đi, chim trời có thể chỉ sử dụng tiếng gáy chứ không tiếp cận chim mồi dẫn đến gác cu không đạt kết quả. Do đó để bẫy được một con chim cu gáy, người đánh bẫy có thể mất nhiều ngày nhưng những con chim bắt được theo cách này thường có tiếng gáy hay, giá trị cao.

## Biến thể
- Gác cu theo truyền thống phải treo lồng trên cành cây, đặt lồng xuống đất tạo điều kiện cho chim trời dễ tiếp cận chim mồi ở hướng có cửa sập hơn nhưng người đánh bẫy thường không áp dụng vì như vậy sẽ mất đi cái thú và thậm chí coi đó là hạ thấp giá trị của gác cu.
- Một cách để bẫy chim cu còn gọi là "gác lưới" rất khác với cách trên, chim mồi được buộc dây để đậu trên mặt đất hoặc sát mặt đất và dùng lưới bố trí quanh đó. Khi chim trời bị dụ tới, người đánh bẫy giật cho lưới sập. Cách này có hiệu suất bắt chim cao vì nhanh chóng và có khi bắt được nhiều chim trời một lúc nhưng không được coi là thú chơi mà chỉ dùng bẫy chim làm thực phẩm.

Hiện nay, việc đánh bẫy chim cu gáy dưới mọi hình thức ở Việt Nam gần như chưa được kiểm soát.

## Ca dao
Vì gác cu là một công việc vất vả, cực nhọc. Bản thân con cu là giống vật sống sâu trong rừng thiêng nước độc, cây lá um tùm, kín kẽ. Người gác cu phải nhiều phen nằm chồm hổm canh chừng trong bụi, chịu côn trùng cắn, lại phải canh chừng rắn độc. Việc này diễn ra có khi hằng ngày, hằng tháng mà chưa gác được con cu vừa ý, nếu gác được cu dở thì cũng như không vì cu thịt giá trị thấp, mà thường thường trong hàng trăm con cu mới tìm ra được một con cu tốt. Đã vậy cu lại là thứ bất trị, tính tình lúc lên lúc xuống, thiếu trung thành, có gác được con cu về nuôi rồi, thì dù nuôi lâu hay mau, chăm sóc đến mấy đi nữa, chỉ cần mình đủ lông, thân đủ cứng, thì cứ hễ thấy cái lỗ lồng hé mở, là cu chui tọt ra bay mất, vậy nên người đời coi việc gác cu là một việc dại, không ra gì. Ca dao xưa gom cái ngu gác cu với ba cái ngu khác (làm mai, gánh nợ, cầm chầu) lại thành một câu lục bát nổi tiếng:
Ở đời có bốn cái ngu:
Làm mai, gánh nợ, gác cu, cầm chầu.